# کشک دشت
کشکدشت، روستایی از توابع بخش رودبارالموت شهرستان قزوین در استان قزوین ایران است. مردم کشکدشت به زبان تبری صحبت می‌کنند.

## جمعیت
این روستا در دهستان الموت پایین قرار دارد و براساس سرشماری مرکز آمار ایران در سال ۱۳۸۵، جمعیت آن ۱۲۲ نفر (۴۷خانوار) بوده‌است.